# Flavanthrongelb
Flavanthrongelb ist ein gelbes Anthrachinon-Pigment, das für industrielle Anwendungen als Farbmittel sowie für die Entwicklung organischer Halbleiter von Bedeutung ist.
Das Molekül ist in seiner molekularen Grundstruktur mit dem polycyclischen aromatischen Kohlenwasserstoff Pyranthren verwandt.

## Gewinnung
Flavanthron wird durch Dimerisierung von 1-Chlor-2-aminoanthrachinon in Kupferpulver in einer Ullmann-Reaktion gewonnen.

## Verwendung
Als organischer Halbleiter lässt sich Flavanthron in der Entwicklung optoelektronischer Bauteile, z. B. im optoelektronischen Detektor oder Aktor (organische Leuchtdiode) einsetzen.
Industriell wird es v. a. als Küpenfarbstoff und Pigment verwendet.